# Cimitra estimata
Cimitra estimata är en fjärilsart som beskrevs av László Anthony Gozmány. Cimitra estimata ingår i släktet Cimitra och familjen äkta malar. Inga underarter finns listade i Catalogue of Life.